# Kiyoshi Tanabe
Kiyoshi Tanabe (jap. 田辺清 Tanabe Kiyoshi; ur. 10 października 1940 w Aomori) – japoński bokser kategorii koguciej i muszej, brązowy medalista letnich igrzysk olimpijskich w Rzymie w kategorii muszej. W 1962 roku na igrzyskach azjatyckich w Dżakarcie zdobył złoty medal w kategorii koguciej.

## Kariera zawodowa
W 1965 roku przeszedł na zawodowstwo W lutym 1967 stanął do walki towarzyskiej z ówczesnym mistrzem świata kategorii muszej Horacio Accavallo wygrywając przez TKO 6 rundzie. W lipcu 1967 miał stanąć do walki o tytuł mistrza świata. Podczas przygotowań do  walki odkleiła mu się siatkówka w prawym oku. Mimo operacji 3 lata później stracił wzrok w oku.